# زدونه (شهرستان وویچ)
زدونه (به لهستانی:  Zduny) یک روستا در لهستان است، که در گمینا زدونه (استان ووتسکی) واقع شده‌است. زدونه ۶۹۳ نفر جمعیت دارد.